# Xiaolan Huangpu
Xiaolan Huangpu (* 1958 in Shangqiu) ist ein chinesischer Tuschemaler und Hochschullehrer.
Xiaolan Huangpu studierte von 1977 bis 1980 an der Jilin-Kunsthochschule in Chángchūn und im Anschluss bis 1984 Wandmalerei an der Zentralakademie für Kunst und Design der Tsinghua-Universität in Peking, Fachrichtung Wandmalerei. Im Anschluss dozierte er bis 1989 an der Shandong-Hochschule für Kunst und Design in Jinan und besuchte dann von 1990 bis 1994 die Meisterklasse für Ölmalerei an der Universität für angewandte Kunst Wien unter Wolfgang Hutter. Seit 1998 ist er Professor für Bildende Kunst an der Liaoning Normal University in Dalian. Er lebt und unterrichtet in Österreich und China.